# A quo
A quo è una locuzione latina che, tradotta in senso letterale, indica il termine (o il soggetto) a partire dal quale comincia qualcosa.

## Diritto
- Giudice - Tale locuzione può essere utilizzata, in ambito giuridico, per indicare il giudice di grado inferiore (o, per meglio intendere: di partenza) in una determinata vicenda processuale (ad es.: ove un giudice sollevi questione di legittimità Costituzionale di una norma, rivolgendosi alla Consulta, esso diventa, in relazione all'autorità adita, "giudice a quo"; se sono più di uno, si parla di "giudici a quibus").[1] In ambito giuridico, il "giudice a quo" sta in stretta relazione con il "giudice ad quem" (nell'esempio citato la Corte Costituzionale sarà, di conseguenza, "giudice ad quem" della questione sollevata dal "giudice a quo").
- Termini temporali - La locuzione in questione è adoperata dai giuristi anche in relazione al decorrere del tempo. Ai fini delle decadenze e delle prescrizioni previste dalla legge è, infatti, necessario conteggiare con precisione il passare dei giorni al fine di esperire le diverse azioni legali. Per individuare tali "termini" bisogna aver riguardo, per l'appunto, del cosiddetto "dies a quo" (giorno iniziale) e del cosiddetto "dies ad quem" (giorno finale).